# The Last Command
The Last Command je druhé album skupiny W.A.S.P., vydané 4. listopadu 1985 firmou Capitol Records.

## Písně originálního vydání
1. Wild Child (5:12)
2. Ballcrusher (3:27)
3. Fistful Of Diamonds (4:13)
4. Jack Action (4:16)
5. Widowmaker (5:17)
6. Blind In Texas (4:21)
7. Cries In The Night (3:41)
8. The Last Command (4:10)
9. Running Wild In The Streets (3:30)
10. Sex Drive (3:12)

## Písně reedice vydání
1. Wild Child (5:12)
2. Ballcrusher (3:27)
3. Fistful Of Diamonds (4:13)
4. Jack Action (4:16)
5. Widowmaker (5:17)
6. Blind In Texas (4:21)
7. Cries In The Night (3:41)
8. The Last Command (4:10)
9. Running Wild In The Streets (3:30)
10. Sex Drive (3:12)
11. Mississippi Queen (3:21)
12. Savage (3:32)
13. On Your Knees (Live) (4:38)
14. Hellion (Live) (4:45)
15. Sleeping (In The Fire) (Live) (5:44)
16. Animal (Fuck Like A Beast) (Live) (4:37)
17. I Wanna Be Somebody (Live) (5:54)

## Sestava
- Blackie Lawless – sólový zpěv & basová kytara
- Randy Piper – kytary & zpěv
- Chris Holmes – kytary
- Steve Riley – bicí & zpěv